# Urawa Red Diamonds
Die Urawa Red Diamonds (jap. 浦和レッドダイヤモンズ, Urawa reddo daiyamonzu), oft auch kurz Urawa Reds (浦和レッズ, Urawa rezzu) genannt, sind ein japanischer Fußballverein aus dem Stadtteil Urawa der Verbundgemeinde Saitama. Der Club spielt in der höchsten Spielklasse Japans, der J1 League.

## Vorgängervereine

Altes Vereinslogo von Mitsubishi Urawa FC

Im Jahr 1950, als Japans Fußball noch von Universitätsmannschaften dominiert wurde, wurde in Urawa der Naka-Nihon Jūkōgyō Sakkā-bu gegründet, die Betriebssportgruppe von Naka-Nihon Jūkōgyō, einem Unternehmen mit Sitz in Kōbe, das bei der Zerschlagung des Mitsubishi-Zaibatsu durch das GHQ entstand. Zwei Jahre später wurden Unternehmen und Werksmannschaft umbenannt, und es entstand der Shin-Mitsubishi Jūkōgyō Kōbe Sakkā-bu. 1958 zog die Mannschaft nach Tokio um und wurde 1964 in Mitsubishi Jūkōgyō Sakkā-bu (engl. Mitsubishi Heavy Industries Football Club) umbenannt. 1990 wurde die Mannschaft an Mitsubishi Jidōsha Kōgyō (engl. Mitsubishi Motors) übertragen und hieß folglich Mitsubishi Jidōsha Kōgyō Sakkā-bu, bevor 1992 die Umwandlung der Mannschaft in ein eigenständiges Unternehmen erfolgte.
Damit ist der Verein älter als die meisten seiner Mitstreiter in der J. League, die zumeist um 1970 gegründet wurden. Als im Zuge der Olympischen Sommerspiele 1964 in Tokyo Fußball immer beliebter wurde und die Firmen den Sport als Werbeplattform entdeckten, wurde der Verein ausgebaut. Als Ergebnis dieser Arbeit war Mitsubishi mit vier Meisterschaften und vier Kaiserpokal-Siegen zwischen 1969 und 1982 das dominierende Team des Landes. Erwähnenswert ist hierbei, dass der Verein die Meisterschaft zwischen 1969 und 1978 zehn Jahre lang in Folge auf einem der ersten beiden Plätze beendete.

## Namensgebung
Als 1992 der Entschluss zur Gründung einer Profiliga gefasst wurde, hatte Mitsubishi die Führungsrolle zwar an Mannschaften wie Yomiuri oder Nissan abgetreten, war aber dennoch Gründungsmitglied der J.League. Wie andere Vereine auch legte sich der Club einen neuen, westlich angehauchten Namen zu: Urawa Red Diamonds. Damit nahm man einerseits Bezug auf den Besitzer Mitsubishi, dessen Firmenlogo aus drei roten Diamanten besteht, durch den umgangssprachlichen Spitznamen Reds und die Spielkleidung mit rotem Trikot, weißen Shorts und schwarzen Strümpfen verwies man zudem auf den englischen Spitzenclub Manchester United.

## Organisation
1992 wurde die Mannschaft in ihrer heutigen Form als Aktiengesellschaft gegründet: Die K.K. Mitsubishi Jidōsha Football Club (株式会社三菱自動車フットボールクラブ, K.K. Mitsubishi Jidōsha Futtobōru Kurabu) gehört zu über 50 % Mitsubishi Jidōsha Kōgyō, zu je fünf Prozent Präfektur und Stadt Saitama; die übrigen Aktien verteilen sich auf 27 Unternehmen. Im Vorstand (torishimariyakukai) sitzen drei Vertreter von Mitsubishi Jidōsha Kōgyō, der Vizegouverneur von Saitama und der Bürgermeister der Stadt Saitama (Stand: April 2010).

## Geschichte

### Transfers aus Deutschland
Nachdem Urawa die ersten drei J.-League-Halbserien jeweils als Letzter beendet hatte, was damals allerdings noch nicht zum Abstieg führte, da die Liga kontinuierlich aufgestockt wurde, wurden 1994 mit Guido Buchwald und Uwe Bein zwei Weltmeister von 1990 verpflichtet, welche schnell zu Publikumslieblingen der Liga avancierten. Nachdem ein Jahr später mit Holger Osieck auch ein deutscher Trainer unter Vertrag genommen worden war, ging es kurzzeitig sportlich bergauf. Nachdem Bein, Buchwald und Osieck den Verein wieder verließen, setzte erneut ein Niedergang ein, den weder Neuzugang Michael Rummenigge noch der neue Trainer Horst Köppel stoppen konnten. In der Saison 1999 stieg der Club letztlich in die zweite japanische Liga ab.

### Wiederaufstieg und erste Erfolge
Trotz des Abstieges blieben die Fans den Red Diamonds treu; der Verein erzielte in der Zweitliga-Saison 2000 einen höheren Zuschauerschnitt als alle Erstligisten. Nach dem direkten Wiederaufstieg erreichte Urawa im neugebauten WM-Stadion von Saitama am ersten Spieltag der Saison 2001 die höchste Besucherzahl in der J.League-Geschichte. In der Saison 2003 konnten die Red Diamonds mit dem Yamazaki Nabisco Cup schließlich ihren ersten Titel seit Einführung der J. League gewinnen. Zudem stand der Club 2002 und 2004 ebenfalls im Finale um diesen Pokal.

### Aufstieg zum Spitzenclub
Mit der Rückkehr von Guido Buchwald als Trainer zur Saison 2004 konnten sich die Red Diamonds schließlich endgültig an der Spitze des japanischen Vereinsfußballs etablieren. Mit dem Gewinn der Rückserie der Saison 2004 konnte sich der Club erstmals für das Meisterschaftsfinale qualifizieren, verlor dieses jedoch gegen Yokohama F. Marinos. Zur Saison 2005 wurde die bisherige getrennte Wertung von Hin- und Rückrunde mit abschließendem Finale der beiden Sieger um den Meistertitel von der J.League aufgegeben und durch eine übliche Meisterschaftsrunde mit Hin- und Rückspielen ersetzt. Auch unter dem neuen Modus wurden die Red Diamonds hinter Gamba Osaka erneut Vizemeister; zudem gewannen sie am Ende der Saison durch ein 2:1 über Shimizu S-Pulse den Kaiserpokal.

### Double und Champions-League-Sieg
In der Saison 2006 gelang den Red Diamonds schließlich der Gewinn der japanischen Meisterschaft vor Kawasaki Frontale. Zudem verteidigte der Club am Ende der Saison durch ein 2:1 im Finale gegen Gamba Osaka den Kaiserpokal. Nach drei Doubles des Vorgängervereins Mitsubishi FC war dies der erste Doublegewinn der Red Diamonds. Buchwald verließ den Verein nach der Saison und neuer Trainer wurde erneut Holger Osieck.
Unter ihm erzielten die Red Diamonds schließlich den größten Erfolg der Vereinsgeschichte, als man in der Saison 2007 die AFC Champions League gewinnen konnte. In den Finalspielen besiegte man Sepahan Isfahan aus dem Iran mit 1:1 und 2:0. Damit qualifizierte sich Urawa auch erstmals für die FIFA-Klubweltmeisterschaft, wo die Mannschaft im Halbfinale gegen den späteren Turniersieger AC Mailand ausschied und letztlich Dritter wurde. In der J-League verpasste der Club die Titelverteidigung, als man am letzten Spieltag gegen den feststehenden Absteiger Yokohama FC mit 0:1 verlor und von den Kashima Antlers abgefangen wurde.

### Seit 2008
Nach zwei Spieltagen der Saison 2008, an denen man keinen einzigen Punkt holen konnte, wurde der Trainer Holger Osieck entlassen. Sein Nachfolger wurde der bisherige Co-Trainer Gert Engels. Die Saison schlossen die Red Diamonds schließlich auf dem siebten Platz ab. Zur Saison 2009 wurde mit Volker Finke erneut ein Deutscher als Trainer verpflichtet. Finke unterschrieb einen Zweijahresvertrag und beendete die Saison mit dem Club auf Platz sechs. Als Finke im Februar 2011 als Sportdirektor zum 1. FC Köln wechselte, übernahm Željko Petrović die Mannschaft. Am Ende der Saison landete Urawa RD auf dem 15. Platz – ein Platz und drei Punkte vor dem ersten Absteiger Ventforet Kofu. Die folgende Saison 2012 verlief wesentlich besser und endete mit dem dritten Platz und der Qualifikation für die AFC Champions League 2013. Dort scheiterte die Mannschaft in der Gruppenphase an Guangzhou Evergrande und Jeonbuk Hyundai Motors. In der J-League sprang am Saisonende der 6. Platz heraus, wobei der Rückstand auf Platz 4 nur ein Punkt betrug. Platz 4 hätte zur erneuten Teilnahme an der AFC Champions League berechtigt.
Am 23. März 2014 mussten die Red Diamonds als erste japanische Mannschaft ein Heimspiel ohne Zuschauer austragen (gegen Shimizu S-Pulse). Der Ligaverband verhängte diese Strafe, weil beim Heimspiel am 8. März 2014 gegen Sagan Tosu von Urawa-Fans ein Plakat über einem Tribüneneingang aufgehängt wurde, mit der Aufschrift „For Japanese only“. Dies wurde vom Ligaverband als rassistische Attacke auf gegnerische Profis aus dem Ausland gesehen. Der Verein selbst ließ dieses Plakat erst nach dem Spiel abnehmen.

### Zweiter Asian-Champions-League-Sieg, Kaiserpokalsieg und Unbeständigkeit
2015 und 2016 wurde die J1 wieder in zwei Phasen ausgetragen, bestehend aus Hin- und Rückrunde sowie Playoffs der beiden Sieger und des Gesamtpunktbesten. Obwohl Urawa beide Jahre in regulärer Wertung gewonnen hätte, verloren sie jeweils in den Playoffs 2015 im Halbfinale gegen Gamba Osaka und 2016 im Finale gegen Kashima Antlers. Diese beiden Jahre stellten spielerisch den Höhepunkt Urawa's in der JLeague dar. Im Jahr 2017 führten inkonsistente Vorstellungen in der JLeague und der entsprechende Platz im Mittelfeld der Tabelle dazu, dass Misha Petrovic im Juli 2017 entlassen wurde. Ursprünglich als Interimstrainer geplant, übernahm Takafumi Hori als Trainer das Team. Mit einer etwas vorsichtigeren Spielweise stabilisierte Urawa sich etwas in der JLeague und gewann den JLeague Pokal. Trotz nahezu aussichtsloser Hinspielniederlagen bei Jeju United (2:0) und Kawasaki Frontale(3:1), konnte Urawa die Rückspiele in Achtel (3:0) und Viertelfinale (4:1) gewinnen und ins Halbfinale einziehen. Auch gegen die Superstars bei Shanghai SIPG um Hulk und Oscar konnte sich Urawa durchsetzen und gewann im Finale gegen Al-Hilal (Saudi-Arabien) nach 10 Jahren wieder den Asian Champions-League Titel.
Nach dem ACL Sieg blieb Takafumi Hori Trainer, da aber der Anfang der JLeague Saison wieder sehr mäßig ausfiel, übernahm zwischenzeitlich Tsuyoshi Ōtsuki bis mit Oswaldo de Oliveira Ende April 2018 ein namhafter Trainer verpflichtet wurde. Die Situation in der JLeague verbesserte sich wieder, allerdings konnte man nicht mehr zu den ersten 4 Plätzen, welche zumindest eine ACL Qualifikation ermöglicht hätten, aufschließen. Der Sieg des Kaiserpokals sicherte allerdings doch die direkte Teilnahme an der ACL von der Gruppenphase (ohne die ACL Qualifikation bestreiten zu müssen).
2019 bot sich wieder ähnliches Bild wie in den vorigen Jahren. Obwohl man sich vermeintlich verstärkt hatte (und den Sieg der JLeague und der ACL als Ziel ausgegeben hatte), lief die Hinrunde der JLeague wieder sehr schlecht, was Oswaldo de Oliveira Ende Mai 2019 den Job kostete. Diesmal wurde Tsuyoshi Ōtsuki regulär zum Cheftrainer gemacht. 2020 wurde jedoch nicht besser und man beendete die Saison auf dem 10. Platz und ohne erkennbaren Fortschritt. Für 2021 holte man sich den mit Tokushima Vortis erfolgreich aufgestiegenen Ricardo Rodríguez. Unter ihm wurde wieder ein mehr besitzorientierter Fußball gespielt der am Ende des Jahres zumindest zu einem Kaiserpokaltitel reichte. Im kommenden Jahr konnte man in der mit dem Pokal erreichten ACL erfolgreich bis ins Finale vorankommen (welches erst am 6. Mai 2023 ausgetragen wird), die Ligaplatzierung allerdings nicht verbessert werden. Deshalb wurde die Amtszeit von Rodríguez nicht verlängert und für 2023 mit Maciej Skorża wieder ein neuer Trainer verpflichtet.

## Stadion

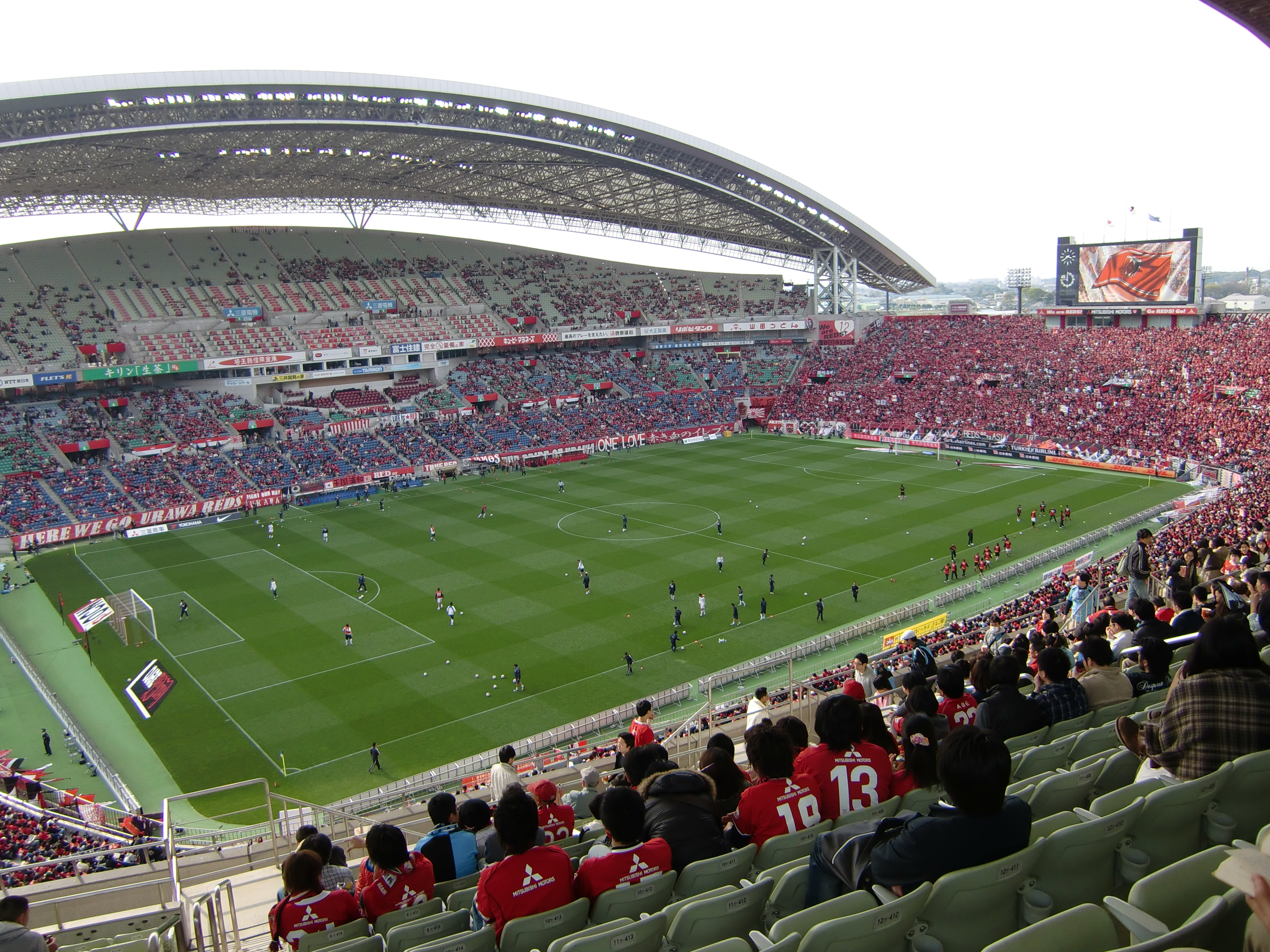
Saitama Stadium 2002

Der Verein trägt seine Heimspiele im Saitama Stadium 2002 in Saitama in der Präfektur Saitama aus. Das Stadion hat ein Fassungsvermögen von 63.718 Zuschauern. Eigentümerin der Sportstätte ist die Präfektur Saitama.
Koordinaten: 35° 54′ 10,8″ N, 139° 43′ 3,1″ O

## Aktueller Kader
Stand: März 2025
| Nr. |           | Position | Name              |
| --- | --------- | -------- | ----------------- |
| 1   | Japan     | TW       | Shūsaku Nishikawa |
| 3   | Brasilien | AB       | Danilo Boza       |
| 4   | Japan     | AB       | Hirokazu Ishihara |
| 5   | Norwegen  | AB       | Marius Høibråten  |
| 6   | Japan     | MF       | Taishi Matsumoto  |
| 7   | Japan     | ST       | Hiroki Abe        |
| 8   | Brasilien | MF       | Matheus Sávio     |
| 9   | Japan     | MF       | Genki Haraguchi   |
| 10  | Japan     | MF       | Shoya Nakajima    |
| 11  | Schweden  | MF       | Samuel Gustafson  |
| 12  | Brasilien | ST       | Thiago Santana    |
| 13  | Japan     | MF       | Ryōma Watanabe    |
| 14  | Japan     | MF       | Takahiro Sekine   |
| 16  | Japan     | TW       | Ayumi Niekawa     |
| 18  | Japan     | ST       | Toshiki Takahashi |
| 20  | Japan     | ST       | Motoki Nagakura   |

| Nr. |       | Position | Name               |
| --- | ----- | -------- | ------------------ |
| 21  | Japan | MF       | Tomoaki Ōkubo      |
| 22  | Japan | MF       | Kai Shibato        |
| 24  | Japan | MF       | Yūsuke Matsuo      |
| 25  | Japan | MF       | Kaito Yasui        |
| 26  | Japan | AB       | Takuya Ogiwara     |
| 27  | Japan | ST       | Toshikazu Teruuchi |
| 28  | Japan | AB       | Kenta Nemoto       |
| 31  | Japan | TW       | Shun Yoshida       |
| 35  | Japan | AB       | Rikito Inoue       |
| 39  | Japan | MF       | Jumpei Hayakawa    |
| 41  | Japan | ST       | Rio Nitta          |
| 42  | Japan | TW       | Ryusei Sato        |
| 43  | Japan | MF       | Renji Hidano       |
| 77  | Japan | MF       | Takuro Kaneko      |
| 88  | Japan | MF       | Yōichi Naganuma    |

## Erfolge
(bis 1992 als Mitsubishi Urawa FC; seit 1992 als Urawa Red Diamonds)

### National
- Japan Soccer League:

Sieger: 1969, 1973, 1978, 1982
- Japan Soccer League Cup:

Sieger: 1978, 1981
- J1 League:

Sieger: 2006
- J. League Cup:

Sieger: 2003, 2016
- Kaiserpokal:

Sieger: 1971, 1973, 1978, 1980, 2005, 2006, 2018, 2021
- Japanischer Supercup:

Sieger: 1979, 1980, 1983, 2006, 2022

### International
- AFC Champions League:

Sieger: 2007, 2017, 2023
2. Platz: 2019
- Copa Suruga Bank:

2017

## Ehemalige deutsche Spieler
- Michael Rummenigge (1993–1995)
- Uwe Rahn (1993–1995)
- Uwe Bein (1994–1996)
- Guido Buchwald (1994–1997)

## Trainerchronik
| Trainer             | Nation                 | von              | bis               |
| ------------------- | ---------------------- | ---------------- | ----------------- |
| Yoshisada Okano     | Japan                  | 1. Februar 1950  | 31. Januar 1966   |
| Tomohiko Ikoma      | Japan                  | 1. Februar 1966  | 31. Januar 1967   |
| Hiroshi Ninomiya    | Japan                  | 1. Februar 1967  | 31. Januar 1976   |
| Kenzō Yokoyama      | Japan                  | 1. Februar 1976  | 31. Januar 1984   |
| Kuniya Daini        | Japan                  | 1. Februar 1984  | 30. Juni 1989     |
| Kazuo Saitō         | Japan                  | 1. Juli 1989     | 30. Juni 1992     |
| Takaji Mori         | Japan                  | 1. Juli 1992     | 31. Januar 1994   |
| Kenzō Yokoyama      | Japan                  | 1. Februar 1994  | 31. Januar 1995   |
| Holger Osieck       | Deutschland            | 1. Februar 1995  | 31. Dezember 1996 |
| Horst Köppel        | Deutschland            | 1. Februar 1997  | 31. Januar 1998   |
| Hiromi Hara         | Japan                  | 1. Februar 1998  | 30. Juni 1999     |
| Yasushi Yoshida     | Japan                  | 4. Dezember 1999 | 31. Januar 2000   |
| Aad de Mos          | Niederlande            | 1. Juli 1999     | 3. Dezember 1999  |
| Kazuo Saitō         | Japan                  | 1. Februar 2000  | 2. Oktober 2000   |
| Kenzō Yokoyama      | Japan                  | 3. Oktober 2000  | 31. Januar 2001   |
| Tita                | Brasilien              | 1. Februar 2001  | 27. August 2001   |
| Pita                | Brasilien              | 28. August 2001  | 31. Januar 2002   |
| Hans Ooft           | Niederlande            | 1. Februar 2002  | 31. Januar 2004   |
| Guido Buchwald      | Deutschland            | 1. Februar 2004  | 31. Januar 2007   |
| Holger Osieck       | Deutschland            | 1. Februar 2007  | 16. März 2008     |
| Gert Engels         | Deutschland            | 16. März 2008    | 27. November 2008 |
| Volker Finke        | Deutschland            | 1. Februar 2009  | 31. Januar 2011   |
| Željko Petrović     | Montenegro Niederlande | 1. Februar 2011  | 20. Oktober 2011  |
| Takafumi Hori       | Japan                  | 20. Oktober 2011 | 31. Januar 2012   |
| Michael Petrović    | Österreich, Serbien    | 1. Februar 2012  | 30. Juli 2017     |
| Takafumi Hori       | Japan                  | 30. Juli 2017    | 2. April 2018     |
| Tsuyoshi Ōtsuki     | Japan                  | 3. April 2018    | 24. April 2018    |
| Oswaldo de Oliveira | Brasilien              | 25. April 2018   | 28. Mai 2019      |
| Tsuyoshi Ōtsuki     | Japan                  | 28. Mai 2019     | 31. Januar 2020   |
| Ricardo Rodríguez   | Spanien                | 1. Februar 2021  | 31. Januar 2023   |
| Maciej Skorza       | Polen                  | 1. Februar 2023  | 31. Januar 2024   |
| Per-Mathias Høgmo   | Norwegen               | 1. Januar 2024   |                   |

## Saisonplatzierung
| Saison | Liga | Teams | Pos.  | Zusch./Sp. | Kaiserpokal   | J. League Cup      | Supercup | AFC CL       | FIFA-Klub-WM |
| ------ | ---- | ----- | ----- | ---------- | ------------- | ------------------ | -------- | ------------ | ------------ |
| 1992   |      | —     | —     | —          | Halbfinale    | Gruppenphase       | —        | —            | —            |
| 1993   | J1   | 10    | 10.   | 11.459     | 2. Runde      | Gruppenphase       | —        | —            | —            |
| 1994   | J1   | 12    | 12.   | 18.475     | 3. Runde      | Viertelfinale      | —        | —            | —            |
| 1995   | J1   | 14    | 4.    | 19.560     | Viertelfinale | —                  | —        | —            | —            |
| 1996   | J1   | 16    | 6.    | 24.329     | Halbfinale    | Gruppenphase       | —        | —            | —            |
| 1997   | J1   | 17    | 10.   | 20.504     | 4. Runde      | Viertelfinale      | —        | —            | —            |
| 1998   | J1   | 18    | 6.    | 22.706     | Viertelfinale | Gruppenphase       | —        | —            | —            |
| 1999   | J1   | 16    | 15. ▼ | 21.206     | 4. Runde      | Viertelfinale      | —        | —            | —            |
| 2000   | J2   | 11    | 2. ▲  | 16.923     | 4. Runde      | 1. Runde           | —        | —            | —            |
| 2001   | J1   | 16    | 10.   | 26.720     | Halbfinale    | Viertelfinale      | —        | —            | —            |
| 2002   | J1   | 16    | 11.   | 26.296     | 3. Runde      | 2. Platz           | —        | —            | —            |
| 2003   | J1   | 16    | 6.    | 28.855     | 3. Runde      | Sieger             | —        | —            | —            |
| 2004   | J1   | 16    | 2.    | 36.660     | Halbfinale    | 2. Platz           | —        | —            | —            |
| 2005   | J1   | 18    | 2.    | 39.357     | Sieger        | Halbfinale         | —        | —            | —            |
| 2006   | J1   | 18    | 1.    | 45.573     | Sieger        | Viertelfinale      | Sieger   | —            | —            |
| 2007   | J1   | 18    | 2.    | 46.667     | 4. Runde      | Viertelfinale      | 2. Platz | Sieger       | 3. Platz     |
| 2008   | J1   | 18    | 7.    | 47.609     | 5. Runde      | Gruppenphase       | —        | Halbfinale   | —            |
| 2009   | J1   | 18    | 6.    | 44.210     | 2. Runde      | Viertelfinale      | —        | —            | —            |
| 2010   | J1   | 18    | 10.   | 39.941     | Viertelfinale | Gruppenphase       | —        | —            | —            |
| 2011   | J1   | 18    | 15.   | 33.910     | Viertelfinale | 2. Platz           | —        | —            | —            |
| 2012   | J1   | 18    | 3.    | 36.634     | 4. Runde      | Gruppenphase       | —        | —            | —            |
| 2013   | J1   | 18    | 6.    | 37.100     | 3. Runde      | 2. Platz           | —        | Gruppenphase | —            |
| 2014   | J1   | 18    | 2.    | 35.516     | 3. Runde      | Viertelfinale      | —        | —            | —            |
| 2015   | J1   | 18    | 3.    | 38.745     | 2. Platz      | Viertelfinale      | 2. Platz | Gruppenphase | —            |
| 2016   | J1   | 18    | 2.    | 36.935     | 4. Runde      | Sieger             | —        | Achtelfinale | —            |
| 2017   | J1   | 18    | 7.    | 33.542     | 4. Runde      | Viertelfinale      | 2. Platz | Sieger       | 5. Platz     |
| 2018   | J1   | 18    | 5.    | 34.798     | Sieger        | PlayOff            | —        | —            | —            |
| 2019   | J1   | 18    | 14.   | 34.184     | 4. Runde      | Viertelfinale      | 2. Platz | 2. Platz     | —            |
| 2020   | J1   | 18    | 10.   | 7.869      | —             | Gruppenphase       | —        | —            | —            |
| 2021   | J1   | 20    | 6.    | 8.244      | Sieger        | Halbfinale         | —        | —            | —            |
| 2022   | J1   | 18    | 9.    | 23.617     | 3. Runde      | Halbfinale         | Sieger   | —            | —            |
| 2023   | J1   | 18    | 4.    | 30.509     | Achtelfinale  | 2. Platz           | —        | Sieger       | —            |
| 2024   | J1   | 20    | 13.   | 37.519     | —             | 1. Runde (Runde 3) | —        | Gruppenphase | —            |
| 2025   | J1   | 20    |       |            |               |                    |          |              |              |

## Auszeichnungen

### Spieler des Jahres
- Emerson (2003)
- Marcus Tulio Tanaka (2006)
- Robson Ponte (2007)

### Torschützenkönig des Jahres
- Masahiro Fukuda (1995)
- Emerson (2004)
- Washington (2006)

### Nachwuchsspieler des Jahres
- Shinji Ono (1998)
- Keisuke Tsuboi (2002)

### Elf des Jahres
- Guido Buchwald (1995, 1996)
- Masahiro Fukuda (1995)
- Masayuki Okano (1996)
- Shinji Ono (1998)
- Emerson (2002, 2003, 2004)
- Keisuke Tsuboi (2003)
- Marcus Tulio Tanaka (2004, 2005, 2006, 2007, 2008, 2009)
- Makoto Hasebe (2004)
- Keita Suzuki (2006, 2007)
- Washington (2006)
- Yūki Abe (2007, 2016)
- Ryota Tsuzuki (2007)
- Robson Ponte (2007)
- Daisuke Nasu (2013)
- Shūsaku Nishikawa (2014, 2015, 2016)
- Tomoaki Makino (2015, 2016)
- Yōsuke Kashiwagi (2016)
- Shinzo Koroki (2017)